# Đảng Cộng sản Đức (1918–1956)
Đảng Cộng sản Đức (tiếng Đức: Kommunistische Partei Deutschlands – KPD) là một chính đảng lớn tại Đức từ năm 1918 cho đến năm 1933, rồi sau đó trở thành một đảng nhỏ ở Tây Đức thời hậu chiến cho đến khi bị cấm hoạt động vào năm 1956. Vào thập niên 1920, Đảng này còn được gọi là "Đảng Spartakus", vì được thành lập từ Liên đoàn Spartakus.
Được thành lập sau Chiến tranh thế giới lần thứ nhất bởi những người theo lý tưởng chủ nghĩa xã hội phản đối chiến tranh dưới sự lãnh đạo của Rosa Luxemburg, đảng từ bỏ chủ nghĩa Luxemburg và dần hướng theo Chủ nghĩa Lenin và Chủ nghĩa Stalin. Trong thời kỳ Cộng hòa Weimar, đảng KPD thường đạt được 10 đến 15% số phiếu bầu và có đại diện ở Reichstag lẫn các nghị viện quốc gia. Đảng Cộng sản của nước Đức chủ yếu tấn công vào Đảng Dân chủ Xã hội Đức, được xem là đối thủ chính họ. Bị chính quyền quốc xã của Adolf Hitler cấm hoạt động, KPD vẫn tiếp tục duy trì tổ chức một cách bí mật nhưng phải chịu tổn thất vô cùng nặng nề. Đảng sau đó lại được phục hồi ở hai miền Tây và Đông Đức sau chiến tranh và giành được ghế tại Bundestag (Nghị viện Tây Đức) trong kỳ bầu cử đầu tiên năm 1949, nhưng sự ủng hộ dành cho họ bị sụp đổ sau khi một chính thể cộng sản được hình thành ở Đông Đức. Ở Đông Đức, đảng này bị sáp nhập vào Đảng Dân chủ Xã hội để hình thành nên Đảng Thống nhất Xã hội chủ nghĩa và cầm quyền ở Đông Đức cho đến năm 1989-1990. Đảng này bị cấm Toà án Hiến pháp Tây Đức cấm hoạt động tại Tây Đức vào năm 1956. Một số đảng viên cũ tự đứng ra thành lập một chính đảng nhỏ hơn nữa, Đảng Cộng sản Đức (DKP), vào năm 1969, đến nay vẫn còn hoạt động, cùng với nhiều nhóm nhỏ xưng là tiếp nối KPD cũng được hình thành.

## Buổi ban đầu
Trước Chiến tranh thế giới I, Đảng Dân chủ Xã hội Đức (SPD) là đảng lớn nhất tại Đức và là đảng xã hội chủ nghĩa thành công nhất trên thế giới. Mặc dù vẫn chính thức tuyên bố là đảng theo chủ nghĩa Marx, đến năm 1914 nó đã trở thành một đảng theo chủ nghĩa cải lương. Vào năm 1914 các đảng viên SPD trong Reichstag bỏ phiếu ủng hộ chến tranh. Các đảng viên cánh tả của đảng, mà dẫn đầu là Karl Liebknecht và Rosa Luxemburg, mạnh mẽ phản đối chiến tranh, và SPD buộc phải chia tách, và những người cánh tả thành lập Đảng Dân chủ Xã hội Độc lập của nước Đức (USPD) cùng một Liên đoàn Spartakus cấp tiến hơn. Vào tháng 11 năm 1918, cách mạng bùng nổ trên khắp nước Đức. Những người cánh tả, do Rosa Luxemburg và Liên đoàn Spartakus lãnh đạo, đã hình thành nên Đảng Cộng sản của nước Đức tại hội nghị thành lập đảng tổ chức tại Berlin ngày 30 tháng 12 năm 1918 đến ngày 1 tháng 1 năm 1919.
Đã có bảy báo cáo được đọc tại hội nghị lần đó:
- Sự khủng hoảng của Đảng Dân chủ Xã hội Độc lập - của Karl Liebknecht
- Diễn văn chào mừng - của Karl Radek
- Quốc hội - của Paul Levi
- Đấu tranh kinh tế - của Paul Lange
- Chương trình của chúng ta - by Rosa Luxemburg
- Tổ chức của chúng ta[4] - của Hugo Eberlein
- Hội nghị Quốc tế - của Hermann Duncker

Các báo cáo này được các nhân vật lãnh đạo Hội đoàn Spartakus đọc, tuy nhiên, các thành viên của Internationale Kommunisten Deutschlands cũng tham gia vào công việc thảo luận.
Dưới sự lãnh đạo của Liebknecht và Luxemburg, KPD chủ trương cách mạng bạo lực tại Đức, và trong suốt các năm 1919 và 1920 vẫn nỗ lực giành quyền lãnh đạo chính phủ. Chính phủ Dân chủ Xã hội của Đức, đang nắm quyền sau khi chế độ Phong kiến sụp đỏ, kịch liệt phản đối lý tưởng xã hội chủ nghĩa của KPD. Do sợ hãi một cuộc Cách mạng Bolshevik sẽ nổ ra tại Đức, Bộ trưởng Bộ quốc phòng Gustav Noske đã thành lập nhiều nhóm bán vũ trang chống cộng, lấy tên "Freikorps" (cảnh sát tự do), từ các quân nhân được giải thể sau Thế chiến I. Sau sự thất bại của Phong trào nổi dậy của nhóm Spartakus tại Berlin tháng 1 năm 1919, Liebknecht và Luxemburg, những người không khơi mào cuộc nổi dậy, bị Freikorps bắt giết. Đảng chia thành hai phái sau đó vài tháng, KPD và Đảng Công nhân Cộng sản Đức (KAPD).
Sau vụ ám sát Leo Jogiches, Paul Levi trở thành lãnh đạo của đảng KPD. Những đảng viên cốt cán khác còn có Clara Zetkin, Paul Frölich, Hugo Eberlein, Franz Mehring, August Thalheimer, và Ernst Meyer. Levi lãnh đạo đảng xa rời chính sách cách mạng tức thời, trong nỗ lực nhằm giành được phiếu từ những người ủng hộ hai đảng SPD và USPD và các quan chức liên minh. Những nỗ lực này đã đem lại kết quả khi USPD đồng ý gia nhập KPD, khiến cho đảng này lần đầu tiên trở thành một đảng lớn.
Trong thập niên 1920, KPD bị rạn nứt bởi lục đục nội bộ giữa các phái cấp tiến và ít cấp tiến hơn, một phần phản ánh sự tranh giành quyền lực giữa Zinoviev và Stalin ở Moskva. Đức được xem là nơi tối quan trọng cho sự đấu tranh vì chủ nghĩa xã hội, và sự thất bại của Cách mạng Đức là một bước lùi lớn. Cuối cùng Levi bị Quốc tế III khai trừ năm 1921 vì "vô kỷ luật". Đã có nhiều lần thay đổi lãnh đạo vào đầu thập niên 1920, và những đảng viên nào bị buộc tội theo phái Trotsky đều bị khai trừ; trong số này có Heinrich Brandler, August Thalheimer và Paul Frölich hình thành Đảng Cộng sản Đối lập.

## Thời kỳ Cộng hòa Weimar

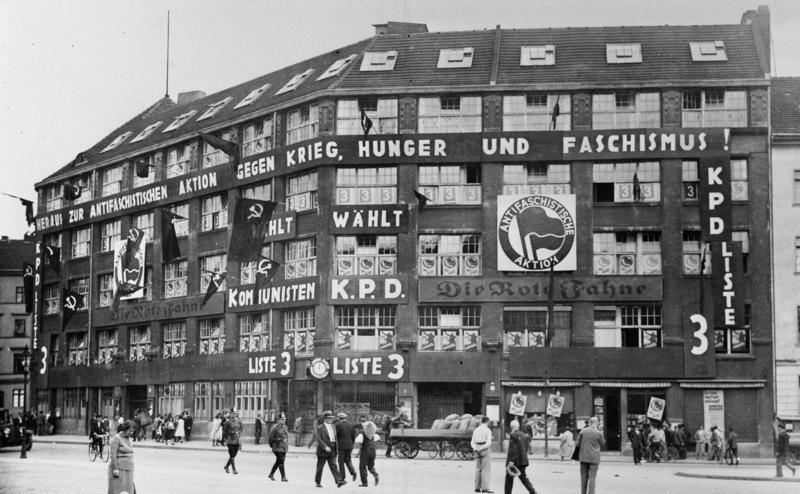
Karl-Liebknecht-Haus, trụ sở của KPD từ năm 1926 đến năm 1933. Những nhà lãnh đạo của KPD bị Gestapo bắt tại tòa nhà này vào tháng 1 năm 1933, khi Hitler trở thành Thủ tướng Đức. Biểu tượng ở hai bên cổng cho chúng ta thấy lịch sử của tòa nhà. Ngày nay nó là trụ sở tại Berlin của Đảng cánh tả

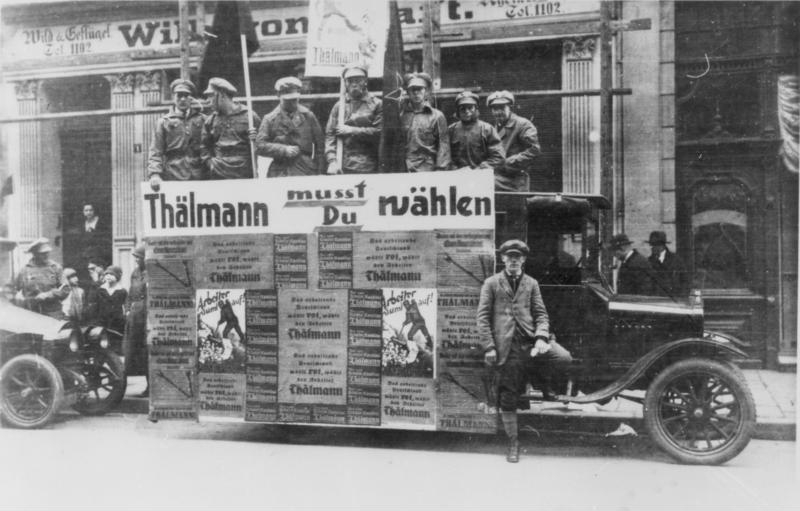
KPD tại Essen, 1925

Vào năm 1923, KPD bầu ra một ban lãnh đạo mới thân với Liên Xô hơn. Nhóm lãnh đạo này, đứng đầu là Ernst Thälmann, đã từ bỏ mục tiêu cách mạng tức thời, và bắt đầu từ năm 1924 đã tiến hành chạy đua vào Reichstag, thu được một số thành công.
Trong thời kỳ Cộng hòa Weimar KPD là đảng Cộng sản lớn nhất ở châu Âu, và được nhìn nhận là "đảnh lãnh đạo" phong trào Cộng sản bên ngoài Liên Xô. Đảng đạt được số lượng phiếu bầu ổn định, thường được hơn 10% số phiếu bầu, và giành được 100 ghế trong cuộc bầu cử tháng 11 năm 1932. Trong cuộc bầu cử tổng thống cùng năm, Thälmann có được 13,2% số phiếu, số với tỷ lệ 30,1% của Hitler.
Những người chỉ trích KPD thì cho rằng đảng này theo đuổi chính sách bè phái – như việc tố cáo SPD là "phát xít xã hội" – làm dập tắt mọi khả năng hợp tác với SPD để hình thành một mặt trận thống nhất chống lại thế lực đang lên của Chủ nghĩa quốc xã. Những lời chỉ trích này bị phái ủng hộ KPD bác bỏ: họ cho rằng những người lãnh đạo cánh tả của SPD đã từ chối những lời đề nghị đoàn kết để chống lại chủ nghĩa phát xít của KPD. Các nhà lãnh đạo SPD bị cho là chống lại những nỗ lực của KPD nhằm hình thành một mặt trận thống nhất của tầng lớp lao động. Ví dụ như sau khi chính quyền Papen làm một cuộc đảo chính tại Phổ, KPD đã kêu gọi tổng đình công và kêu gọi các nhà lãnh đạo SPD tham gia vào cuộc phản kháng, nhưng SPD đã khước từ hợp tác với KPD.

## Thời kỳ Quốc xã
Ngay sau khi Hitler được chỉ định làm Thủ tướng Đức, Tòa nhà Quốc hội Đức bị phóng hỏa và Marinus van der Lubbe, một người Hà Lan theo chủ nghĩa cộng sản hội đồng được tìm thấy gần tòa nhà. Chính quyền Quốc xã công khai đổ tội phóng hỏa cho những kẻ gây rối cộng sản nói chung, mặc dù tại tòa án Đức năm 1933, tòa phán quyết rằng van der Lubbe thực hiện hành động một mình, điều mà người này tuyên bố. Sau vụ hỏa hoạn, luật giam giữ phải có xét xử bị đình chỉ. Đạo luật Cho quyền cho phép Hitler lãnh đạo nước Đức một cách chuyên chế và hợp pháp được Quốc hội thông qua sau khi toàn bộ nghị viên cộng sản đã bị bắt và tống giam.
KPD bị Quốc xã đàn áp dữ dội. Hàng ngàn đảng viên Cộng sản bị giam giữ trong các trại tập trung, trong đó có cả Thälmann. Các nhà lãnh đạo KPD cao nhất trốn thoát được có Wilhelm Pieck và Walter Ulbricht, chạy sang Liên Xô. KPD duy trì tổ chức ngầm tại Đức trong suốt thời kỳ Quốc xã, nhưng sự mất mát những thành viên chủ chốt khiến cho nền tảng của Đảng bị suy yếu nghiêm trọng.

## Cuộc thanh trừng năm 1937
Một số lãnh đạo cấp cao lưu vong của KPD bị dính líu vào cuộc Đại thanh trừng của Joseph Stalin năm 1937-38 và bị tử hình, trong số đó có Eberlein, Heinz Neumann, Hermann Remmele, Fritz Schulte và Hermann Schubert, hay gửi tới các trại GULAG, như Margarete Buber-Neumann. Còn những người khác, như Gustav von Wangenheim và Erich Mielke, thì tố cáo những đồng chí lưu vong của mình với Bộ Nội vụ Liên Xô. Willi Münzenberg, chủ tịch tuyên giáo của KPD, đã bị ám sát một cách bí hiểm tại Pháp năm 1940. Người ta tin rằng Bộ nội vụ Liên Xô có trách nhiệm trong việc này.

## Lịch sử thời hậu chiến
Ở Đông Đức, SPD và KPD được sáp nhập để hình thành Đảng Thống nhất Xã hội chủ nghĩa (SED), trở thành đảng cầm quyền tại Đông Đức cho đến năm 1990. Một đảng thân cận nhỏ của SED là Đảng Thống nhất Xã hội chủ nghĩa Tây Berlin, cũng hoạt động ở Berlin.
KPD đã tái tổ chức ở phía tây Đức, và nhận được 5,7% phiếu bầu trong cuộc cuộc bầu cử Quốc hội Đức lần đầu tiên năm 1949. Nhưng sự công kích từ Chiến tranh lạnh lẫn những áp lực từ phía quốc gia cộng sản ở Đông Đức đã sớm làm cho đảng mất đi sự ủng hộ. Trong cuộc cuộc bầu cử năm 1953 KPD chỉ giành được 2,2 phần trăm tổng số phiếu và mất hết toàn bộ ghế trong quốc hội. Đảng cũng bị Tòa án Hiến pháp Liên bang Đức cấm hoạt động vào tháng 8 năm 1956. Sau khi Đảng bị tuyên bố là phi pháp, rất nhiều thành viên tiếp tục hoạt động bí mật mặc cho sự theo dõi ngày càng tăng của chính quyền. Một lượng thành viên của Đảng đã tái thành lập đảng năm 1968 dưới tên gọi Đảng Cộng sản Đức (DKP), đến nay vẫn còn tồn tại. Tuy vậy, sau khi nước Đức thống nhất, nhiều đảng viên DKP gia nhập Đảng cánh tả mới.
Vào năm 1968, cũng có một đảng mới ở Tây Đức tự xưng là "đảng kế thừa" của KPD Tây Đức (khi đó đã bị cấm) được thành lập với tên gọi Đảng Cộng sản của nước Đức/Mác xít-Lê nin nít, theo tư tưởng của chủ nghĩa Mao. Đảng này bị chia tách nhiều lần rồi hợp nhất với một nhóm theo chủ nghĩa Trotsky vào năm 1986 để hình thành Đảng Xã hội chủ nghĩa Thống nhất (VSP), nhưng không có được ảnh hưởng và giải thể vào đầu những năm 1990. Tuy vậy, nhiều nhóm nhỏ xuất thân từ đảng này hiện nay vẫn tồn tại, một vài trong số đó vẫn dùng tên gọi KPD. Một đảng khác với tên này được thành lập năm 1990 tại Đông Berlin từ những thành viên trong ban lãnh đạo Đông Đức ly khai từ Đảng Xã hội chủ nghĩa Dân chủ Đức, trong đó có Erich Honecker. Đảng "KPD (Bolshevik)" tách ra từ KPD Đông Đức năm 2005, khiến cho số thành viên KPD còn hoạt động chỉ còn khoảng 5 người.

## Cơ cấu
Vào đầu những năm 1920, đảng này hoạt động theo nguyên tắc Tập trung dân chủ, trong đó cơ quan lãnh đạo của đảng là Ban bí thư, nhóm họp tối thiểu một lần mỗi năm. Giữa các lần nhóm họp, ban lãnh đạo của đảng thuộc Ban Chấp hành Trung ương, do Đại hội bầu lên, là một nhóm đảng viên phải ở cùng một chỗ và hình thành Trung ương cùng những người khác được bầu lên từ từng địa phương mà họ đại diện (nhưng cũng được bầu tại Đại hội). Các thành viên được bầu có thể bị cách chức bởi cơ quan bầu họ lên.
KPD có khoảng 200 thành viên thường trực trong các năm đầu tồn tại, và như Broue nói "Họ được trả lương như một công nhân có tay nghề trung bình, và không có quyền lợi nào cả, ngoại trừ sẽ là những người đầu tiên bị bắt, bị buộc tội và tống giam, và khi có nổ súng, họ sẽ là những người đầu tiên ngã xuống".